# Kostrena
Kostrena je skupno ime za 19 naselij v istoimenski občini z okoli 4.400 prebivalci (2021) v Primorsko-goranski županiji in postaja čedalje bolj predmestje ali satelitsko naselje mesta Reka (Rijeka).
Do teritorialne reorganizacije na hrvaškem, ki je bila uvedena po popisu prebivalstva leta 2001, se je 19 naselij odcepilo od mesta Reke in ustanovilo novo teritorialno skupnost Kostrena. Največja naselja so Paveki, Kostrena Sveta Lucija, Vrh Martinšćice, Glavani in Šodići. 
Na ozemlju občine je ladjedelnica Viktor Lenac (hrv. Brodogradilište Viktor Lenac JSC), ki se je v 1960-ih letih preselila z Reke v zaliv Martinšćica zaradi globine vode.  

## Nekdanja samostojna naselja in število prebivalcev po popisu leta 2001 združena v Kostreno
- Doričići, 44
- Dujmići, 79
- Glavani, 490
- Kostrena Sv. Barbara, 3
- Kostrena Sveta Lucija, 682
- Maračići, 56
- Martinšćica, 20
- Paveki, 876
- Perovići, 32
- Plešići, 29
- Randići, 128
- Rožići, 24
- Rožmanići, 201
- Šodići, 405
- Šorići, 41
- Urinj, 128
- Vrh Martinšćice, 493
- Žuknica, 162
- Žurkovo, 14